# Бадри, Анис
Анис Бадри (фр. Anice Badri; родился 18 сентября 1990, Лион, Франция) — тунисский футболист, нападающий клуба «Эсперанс» и сборной Туниса. Участник чемпионата мира 2018 года.

## Клубная карьера
Бадри — воспитанник клуба «Олимпик Лион». В 2010 году он начал карьеру в команде Лиги 3 «МДА Чассели», после этого Анис провёл три года в дубле «Лилля». В 2013 году Бадри перешёл в бельгийский «Мускрон-Перювельз». 10 февраля в матче против «Вестерло» он дебютировал во Втором дивизионе Бельгии. 21 апреля в поединке против «Синт-Никласа» Анис забил свой первый гол за «Мускрон-Перювельз». В 2014 году Бадри помог клубу выйти в элиту. 27 июля в матче против «Андерлехта» он дебютировал в Жюпиле лиге.
Летом 2016 года Анис перешёл в «Эсперанс». 10 сентября в матче против «Стад Габесьен» он дебютировал в чемпионате Туниса. 30 октября в поединке против «Клуб Африкэн» Бадри забил свой первый гол за «Эсперанс». В 2016 году он вновь выиграл чемпионат и завоевал Кубок Туниса.

## Международная карьера
25 марта 2016 года в товарищеском матче против сборной Того Бадри дебютировал за сборную Туниса. 5 сентября 2017 года в отборочном матче чемпионата мира 2018 против сборной ДР Конго он забил свой первый гол за национальную команду.
В 2018 году Бадри принял участие в чемпионате мира в России. На турнире он сыграл в матча против команд Англии, Бельгии и Панамы.

### Голы за сборную Туниса
| #   | Дата            | Место                              | Противник  | Счёт | Результат | Соревнование                     |
| --- | --------------- | ---------------------------------- | ---------- | ---- | --------- | -------------------------------- |
| 01. | 5 сентября 2017 | Стад де Мартир, Киншаса, ДР Конго  | ДР Конго   | 2:0  | 2:1       | Чемпионат мира 2018 квалификация |
| 02. | 28 мая 2018     | Брага Мунисипал, Брага, Португалия | Португалия | 2:1  | 2:2       | Товарищеский матч                |
| 03. | 1 июня 2018     | Стад де Женев, Женева, Швейцария   | Турция     | 1:1  | 2:2       | Товарищеский матч                |

## Достижения
Командные
 «Эсперанс»
- Чемпионат Туниса по футболу — 2016/17
- Победитель Арабской лиги чемпионов — 2017
- Обладатель Кубка Туниса — 2016